# 피에르 마르코리니

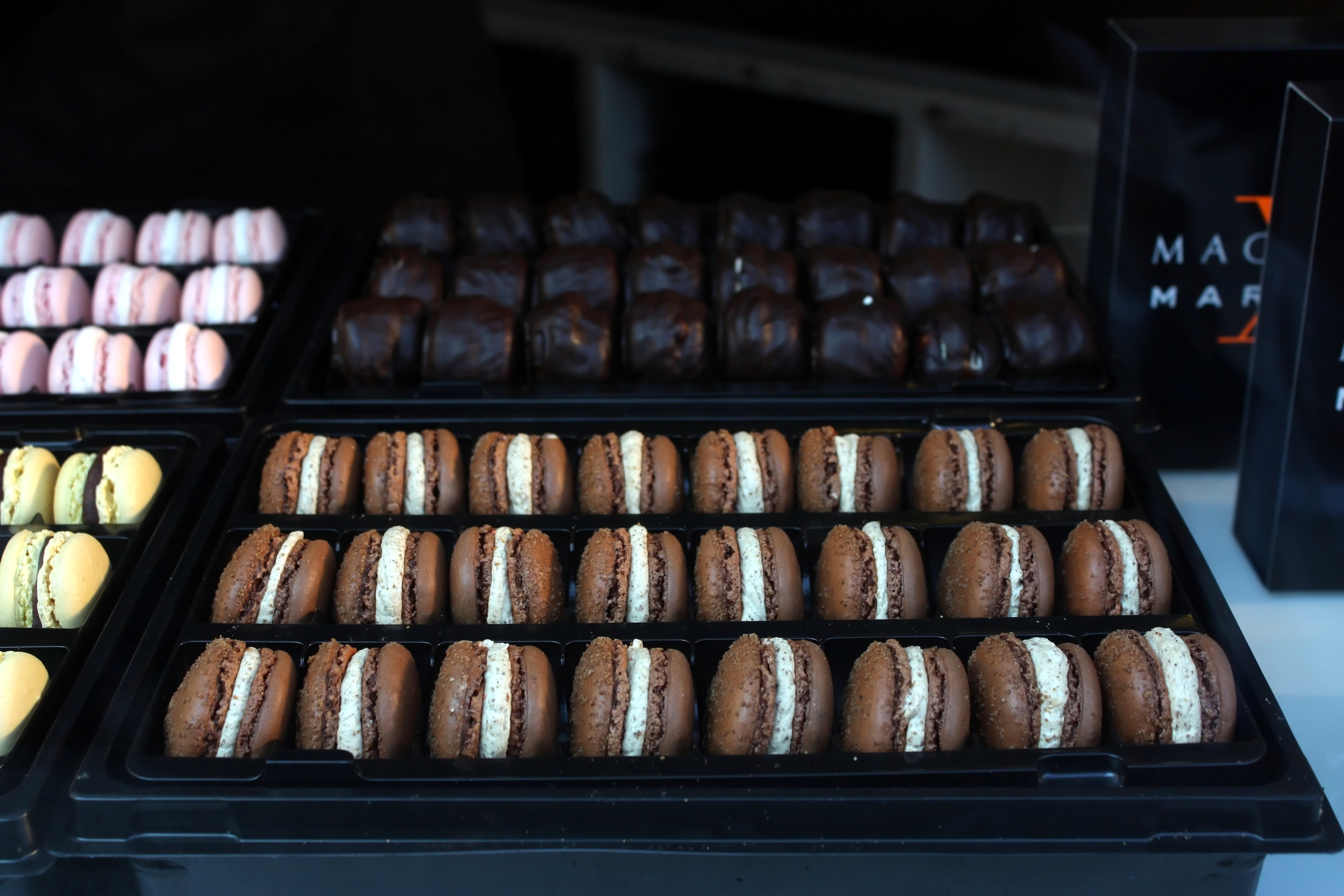
브뤼셀에 위치한 한 피에르 마르코리니 가게의 창가 진열장에 전시해 놓은 마카롱들.

피에르 마르코리니(PIERRE MARCOLINI)는 벨기에에 본점을 둔 고급 초콜릿 판매점이다. 벨기에를 시작으로, 런던, 파리, 뉴욕, 도쿄 등 세계 각지에 진출 해 있다. 일본에서는 긴자, 하네다 국제공항 등에 점포가 있다.